# Agapetes dalaiensis
Agapetes dalaiensis là một loài thực vật có hoa trong họ Thạch nam. Loài này được D.Banik & Sanjappa mô tả khoa học đầu tiên năm 2007.